# Matsukawa (Kitaazumi)
Matsukawa (jap. 松川村 Matsukawa-mura) – wieś w Japonii, na wyspie Honsiu, w prefekturze Nagano. Według danych na rok 2020 miejscowość zamieszkiwało 9 599 mieszkańców , a gęstość zaludnienia wyniosła 203,9 os./km².